# Henricus Weerts

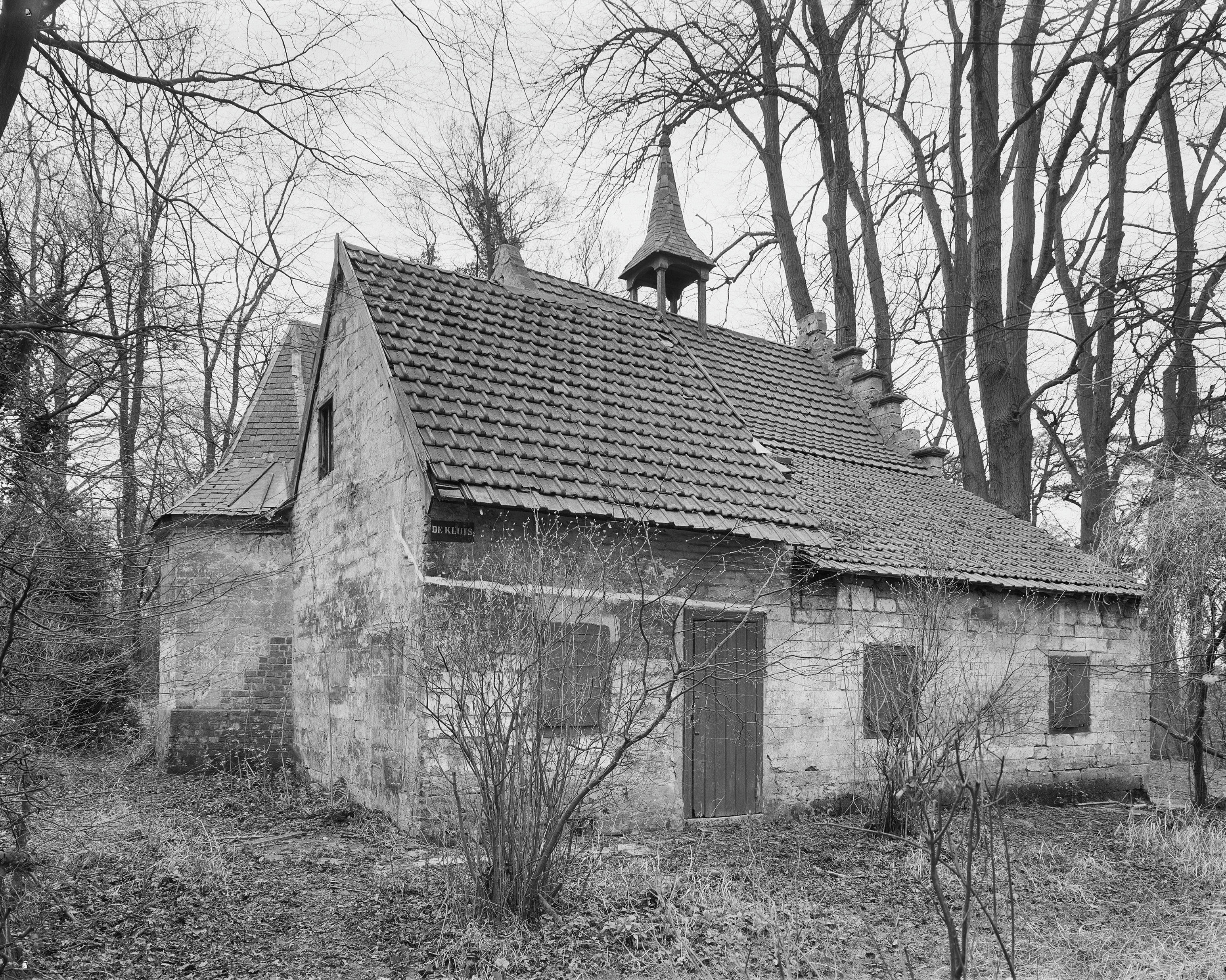
Kluizenaarswoning Schin op Geul, 1975

Henricus Weerts (Berg en Terblijt, 25 november 1827 – Schin op Geul, 18 maart 1889) was een Nederlandse kluizenaar.

## Biografie
Weerts sloot zich als jonge weduwnaar na zijn diensttijd aan bij de paters van de Heilige Franciscus in Maastricht. Op 9 oktober 1860 trok Henricus Weerts zich als kluizenaar terug in de kluizenaarswoning op de Schaelsberg nabij Valkenburg aan de Geul. Hij was de 13e kluizenaar die hier ging wonen. In de woning bevonden zich slechts een open haard, een tafel, een bank en een leuningstoel. Om te slapen maakte Weerts gebruik van de stoel. Hij at geen vlees.
In 1866 vertrok hij na een oproep van paus Pius IX naar Rome om te dienen als zoeaaf en de Kerkelijke Staat te helpen beschermen tijdens de Risorgimento. Hij was onder andere betrokken bij de aanval op Montelibretti in 1867. Weerts hield zich ook tijdens zijn dienstperiode aan zijn strenge levenswijze. 
In 1869 vertrok Weerts met toestemming van de paus als pelgrim naar het Heilige Land. In 1870 keerde hij weer terug in Schin op Geul om zijn kluizenaarsbestaan voort te zetten. Daar startte hij met de inzameling van geld voor de bevrijding van christelijke slaven. 
Hij overleed op 18 maart 1889 in zijn kluizenaarswoning. 
Over zijn tijd als zoeaaf en pelgrim schreef hij twee dagboeken. Beide boeken zijn in 2023 uitgegeven.